# Anti Avsan
Anti Harald Avsan, född 8 januari 1958 i Huddinge, är en svensk domare och politiker (moderat). Han var ordinarie riksdagsledamot 2006–2018, invald för Stockholms läns valkrets.
I riksdagen var han ordförande i riksdagens delegation till Interparlamentariska unionen 2010–2014 (därefter delegationens förste vice ordförande 2014–2018). Han var ledamot i civilutskottet 2006–2012, justitieutskottet 2012–2018 och krigsdelegationen 2015–2018. Han var även ersättare i riksdagsstyrelsen 2015–2018 och suppleant i EU-nämnden, försvarsutskottet, utrikesutskottet och Riksrevisionens styrelse.
Avsan bor i Värmdö kommun. Han är styrelseordförande för 6 aktiva bolagsverksamheter (Avsan Advice AB, Elivery AB, Elivery Holding AB, Smallville AB publ., TryggHem Bostads AB publ., TryggHem Projekt 1 AB publ.). I tre av bolagen är Avsan verklig huvudman (Avsan Advice AB, Elivery AB, Elivery Holdings AB).
Avsan är före detta polis och jurist. Han avlade juristexamen vid Stockholms universitet 1995. Han har jobbat som rådman vid Stockholms tingsrätt men slutade där 2018-09-30.